# Staustufe Custines
Die Staustufe Custines der Mosel in Custines in der Region Grand Est, Frankreich wurde 1972 erbaut und liegt bei Mosel-km 343,57.
Die Haltungslänge beträgt 4,2 km.
Das Stauziel liegt bei 187,5 m über dem Meer, die Fallhöhe beträgt 3,85 m.
Die Schiffsschleuse hat die Maße 176 mal 12 Meter.
Das nahegelegene Moselkraftwerk Pompey hat eine Leistung von 1,9 Megawatt.